# Robert Shaw
Robert Archibald Shaw (Westhoughton, Lancashire, Egyesült Királyság, 1927. augusztus 9. – Tourmakeady, Mayo megye, Írország, 1978. augusztus 28.) angol színész, író és drámaíró.

## Élete
Háromszor nősült, tíz gyermeke van, akik közül kettőt örökbe fogadott. Az egyik fia, Ian Shaw színtén színész. 
Élete utolsó hét évében Shaw Tourmakeadyben, Mayo megyében, Írországban élt. Az apjához hasonlóan, az élete nagy részében alkoholizmussal küzdött.

## Halála

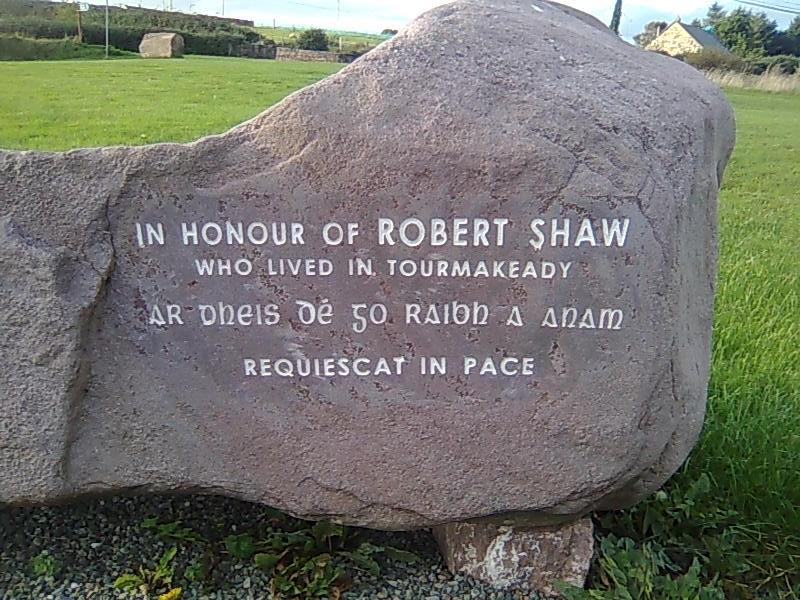
Robert Shaw emlékműve Írországban, közel ahhoz a helyhez, ahol meghalt

Autóvezetés közben – 51 éves korában – 1978. augusztus 28-án Írországban hunyt el szívrohamban. Hirtelen rosszul lett, megállt az autójával, kiszállt, majd összeesett az út mentén. Testét elhamvasztották, hamvait otthona közelében szétszórták. Tiszteletére emlékművet készítettek, amelyet 2008 augusztusában avattak fel.

## Filmszerepei
- 1951: A Levendula-dombi csőcselék (The Lavender Hill Mob); vegyész
- 1955: A gátrobbantók (The Dam Busters); Pulford repülőhadnagy
- 1956–1957: The Buccaneers, tévésorozat; Tempest kapitány
- 1958–1959: Tell Vilmos (William Tell); Peter von Breck
- 1962: The Valiant; Field hadnagy
- 1963: A gondnok (The Caretaker); Aston
- 1963: Oroszországból szeretettel (From Russia with Love); Gramt
- 1965: A helyzet reménytelen, de komolytalan (Situation Hopeless – But Not Serious); forgatókönyvíró
- 1965: A halál ötven órája (Battle of the Bulge); Hessler ezredes
- 1966: Egy ember az örökkévalóságnak (A Man for All Seasons); VIII. Henrik király
- 1967: Custer tábornok (Custer of the West); George Custer tábornok
- 1968: Luther ; Luther Márton
- 1968: A születésnap (The Birthday Party); Stanley
- 1969: Az angliai csata (Battle of Britain); Skipper repülőszázados
- 1969: Királyi harc a Napért (The Royal Hunt of the Sun); Francisco Pizarro
- 1970: Figurák a tájban (Figures in a Landscape); MacConnachie (forgatókönyvíró is)
- 1971: A pokol városa (A Town Called Bastard); pap
- 1972: A fiatal Churchill (Young Winston); Lord Randolph Churchill
- 1972: A Reflection of Fear; Michael
- 1973: A Lady sofőrje (The Hireling); Steven Ledbetter
- 1973: Szindbád arany utazása (The Golden Voyage of Sinbad); jós
- 1973: A nagy balhé (The Sting); Doyle Lonnegan
- 1974: Hajsza a föld alatt (The Taking of Pelham One Two Three); Mr. Blue
- 1975: A cápa (Jaws); Quint
- 1975: A bíró és a hóhér (Der Richter und sein Henker); Richard Gastmann
- 1975: Ember az üvegkalitkában (The Man in the Glass Booth), forgatókönyvíró
- 1975: Gyémántok (Diamonds);  Charles / Earl Hodgson
- 1976: Robin és Marian (Robin and Marian); a nottinghami seriff
- 1976: Kalózok Jamaicában (Swashbuckler); Ned Lynch
- 1977: Fekete vasárnap (Black Sunday); Kabakov
- 1977: A mélység (The Deep); Romer Treece
- 1978: Navarone ágyúi 2 (Force 10 from Navarone); Mallory
- 1979: Avalanche Express; Marenkov tábornok